# هيئة الرقابة ومكافحة الفساد
هيئة الرقابة ومكافحة الفساد (الهيئة الوطنية لمكافحة الفساد سابقا)، في المملكة العربية السعودية، تأسست في 13/4/1432 هـ ، بهدف حماية المال العام، ومحاربة الفساد، والقضاء عليه، وتطهير المجتمع من آثاره الخطيرة، وتبعاته الوخيمة على الدولة في مؤسساتها، وأفرادها، ومستقبل أجيالها. في 12 ديسمبر 2019 صدر أمر ملكي بضم هيئة الرقابة والتحقيق والمباحث الإدارية إلى الهيئة الوطنية لمكافحة الفساد.
تعمل الهيئة على حماية النزاهة ومكافحة الفساد في الأجهزة المشمولة باختصاصاتها وهي الجهات العامة في الدولة، والشركات التي تمتلك فيها الدولة نسبة لا تقل عن 25%؛ وذلك لخلق بيئة عمل في تلك الاجهزة تتسم بالنزاهة، والشفافية، والصدق، والعدالة، والمساواة.
تأتي المملكة العربية السعودية في المرتبة (51) عالمياً من أصل (180) دولة في مؤشر مدركات الفساد، بحسب منظمة الشفافية الدولية لعام 2019، والمرتبة (10) بين دول مجموعة العشرين الاقتصادية.

## الأهداف
- متابعة تنفيذ الإستراتيجية الوطنية لحماية النزاهة ومكافحة الفساد، ورصد نتائجها وتقويمها ومراجعتها، ووضع برامج عملها وآليات تطبيقها.
- تنسيق جهود القطاعين العام والخاص في تخطيط ومراقبة برامج مكافحة الفساد، وتقويمها.
- جمع المعلومات والبيانات والإحصاءات المتعلقة بالفساد، وتصنيفها، وتحليلها، وتنظيم قاعدة معلومات وطنية لحماية النزاهة ومكافحة الفساد.معلومات عامة عن الهيئة

## تنظيم الهيئة
المادة الأولى:
يقصد بالألفاظ والعبارات التالية –أينما وردت في هذا التنظيم –المعاني المبينة أمامها:
1. التنظيم: تنظيم الهيئة الوطنية لمكافحة الفساد
2. الهيئة: الهيئة الوطنية لمكافحة الفساد
3. الرئيس: رئيس الهيئة.
4. الجهات المشمولة باختصاصات الهيئة: الجهات العامة في الدولة، والشركات التي تمتلك فيها الدولة نسبة لا تقل عن 25% من رأس مالها.

ارتباط الهيئة، ومركزها النظامي
المادة الثانية:
1. ترتبط الهيئة بالملك مباشرة، وتتمتع بالشخصية الاعتبارية والاستقلال التام ماليا وإداريا بما يضمن لها مباشرة عملها بكل حياد ودون تأثير من أي جهة كانت، وليس لأحد التدخل في مجال عملها.
2. يكون مقر الهيئة الرئيس مدينة الرياض، ولها أن تنشئ فروعا أو مكاتب لها داخل المملكة بحسب الحاجة.

أهداف الهيئة واختصاصاتها
المادة الثالثة:
تهدف الهيئة إلى حماية النزاهة، وتعزيز مبدأ الشفافية، ومكافحة الفساد المالي والإداري بشتى صوره ومظاهره وأساليبه، ولها في سبيل تحقيق ذلك الاختصاصات الآتية:
1. متابعة تنفيذ الأوامر والتعليمات المتعلقة بالشأن العام ومصالح المواطنين بما يضمن الالتزام بها.
2. التحري عن أوجه الفساد المالي والإداري في عقود الأشغال العامة وعقود التشغيل والصيانة وغيرها من العقود، المتعلقة بالشأن العام ومصالح المواطنين في الجهات المشمولة باختصاصات الهيئة، واتخاذ الإجراءات النظامية اللازمة في شأن أي عقد يتبين أنه ينطوي على فساد أو أنه أبرم أو يجري تنفيذه بالمخالفة لأحكام الأنظمة واللوائح النافذة.
3. إحالة المخالفات والتجاوزات المتعلقة بالفساد المالي والإداري عند اكتشافها إلى الجهات الرقابية أو جهات التحقيق بحسب الأحوال، مع إبلاغ رئيس الجهة - التي يتبعها الموظف المخالف - بذلك، وللهيئة الاطلاع على مجريات التحقيق ومتابعة سير الإجراءات في هذا الشأن، ولها أن تطلب من الجهات المعنية اتخاذ التدابير الاحترازية أو التحفظية - وفقاً لما يقضي به النظام - في شأن من توافرت أدلة أو قرائن على ارتكابه أفعالاً تدخل في مفهوم الفساد. وفي جميع الأحوال، إذا رأت الهيئة أن تلك المخالفات والتجاوزات تمثل بعداً مؤسسياً لأي من الجهات المشمولة باختصاصات الهيئة؛ فعليها رفع الأمر إلى الملك لاتخاذ ما يراه.
4. العمل على تحقيق الأهداف الواردة في الاستراتيجية الوطنية لحماية النزاهة ومكافحة الفساد، ومتابعة تنفيذها مع الجهات المعنية، ورصد نتائجها وتقويمها ومراجعتها، ووضع برامج عملها وآليات تطبيقها.
5. تشجيع جهود القطاعين العام والخاص على تبني خطط وبرامج لحماية النزاهة ومكافحة الفساد، ومتابعة تنفيذها وتقويم نتائجها.
6. متابعة استرداد الأموال والعائدات الناتجة من جرائم الفساد مع الجهات المختصة.
7. مراجعة أساليب العمل وإجراءاته في الجهات المشمولة باختصاصات الهيئة بهدف تحديد نقاط الضعف التي يمكن أن تؤدي إلى الفساد، والعمل على معالجتها بما يضمن تحقيق أهداف الهيئة وتنفيذ اختصاصاتها.
8. اقتراح الأنظمة والسياسات اللازمة لمنع الفساد ومكافحته، وإجراء مراجعة دورية للأنظمة واللوائح ذات الصلة؛ لمعرفة مدى كفايتها والعمل على تطويرها، والرفع عنها بحسب الإجراءات النظامية.
9. إعداد الضوابط اللازمة للإدلاء بإقرارات الذمة المالية، وأداء القسم الوظيفي، لبعض فئات العاملين في الدولة، ورفعها إلى الملك للنظر في اعتمادها.
10. متابعة مدى قيام الجهات المشمولة باختصاصات الهيئة بما يجب عليها إزاء تطبيق الأنظمة المجرِّمة للفساد المالي والإداري، والعمل على تعزيز مبدأ المساءلة لكل شخص مهما كان موقعه.
11. متابعة تنفيذ الالتزامات الواردة في الاتفاقيات الدولية المتعلقة بحماية النزاهة ومكافحة الفساد التي تكون المملكة طرفاً فيها.
12. توفير قنوات اتصال مباشرة مع الجمهور لتلقي بلاغاتهم المتعلقة بتصرفات منطوية على فساد، والتحقق من صحتها واتخاذ ما يلزم في شأنها. وتحدد اللوائح التنفيذية لهذا التنظيم الآلية والضوابط اللازمة لذلك.
13. العمل مع الجهات المعنية ومؤسسات المجتمع المدني على تنمية الشعور بالمواطنة وبأهمية حماية المال العام والمرافق والممتلكات العامة، بما يحقق حسن إدارتها والمحافظة عليها.
14. تلقي التقارير والإحصاءات الدورية من الجهات المشمولة باختصاصات الهيئة - وفق ما تطلبه الهيئة - ودراستها وإعداد البيانات التحليلية في شأنها، واتخاذ ما يلزم حيالها.
15. دعم إجراء البحوث والدراسات المتعلقة بحماية النزاهة ومكافحة الفساد، وحث الجهات المعنية ومراكز البحوث المتخصصة ومؤسسات المجتمع المدني على الإسهام في ذلك.
16. إجراء الدراسات والقياسات المتعلقة بتأثير الفساد على التماسك الاجتماعي والتنمية الاقتصادية، وتحليلها، ووضع الوسائل اللازمة لمعالجة ذلك.
17. جمع المعلومات والبيانات والإحصاءات المتعلقة بالفساد، وتصنيفها، وتحليلها، وبناء قواعد بيانات وأنظمة معلومات خاصة بها.
18. نشر الوعي بمفهوم الفساد وبيان أخطاره وآثاره وبأهمية حماية النزاهة وتعزيز الرقابة الذاتية وثقافة عدم التسامح مع الفساد، وتشجيع مؤسسات المجتمع المدني ووسائل الإعلام على التعاون والإسهام في هذا الشأن.
19. تمثيل المملكة في المؤتمرات والمحافل الدولية المتعلقة بالشفافية وحماية النزاهة ومكافحة الفساد، والتعاون مع الهيئات والمنظمات الإقليمية والدولية العاملة في هذا المجال.[10]
20. تنظيم المؤتمرات والندوات والدورات التدريبية حول الشفافية والنزاهة ومكافحة الفساد.
21. أي اختصاص آخر يعهد به إلى الهيئة بموجب نصوص خاصة.

علاقة الهيئة بالجهات الأخرى
المادة الرابعة:
 تتعاون الجهات الرقابية المختصة مع الهيئة في مجال عملها – في شأن أي استفسار أو إجراء – بما يحقق تكامل الأدوار واتساقها في سبيل تنفيذ اختصاصات كل منها المتعلقة بحماية النزاهة ومكافحة الفساد.
المادة الخامسة:
1. على الجهات الرقابية المختصة تزويد الهيئة بأي ملحوظة مالية أو إدارية تدخل ضمن اختصاصاتها .
2. على الجهات المشمولة باختصاصات الهيئة والجهات الخاصة المتعاقدة معها تزويد الهيئة بكل ما تطلبه من وثائق وبيانات ومعلومات تتصل بأعمالها .
3. على جميع الجهات المشمولة باختصاصات الهيئة القيام بما يأتي:  أ‌- تزويد الهيئة - وفق آلية تحددها – بالمشاريع المعتمدة لديها وعقودها، وعقود التشغيل والصيانة. ب‌- تمكين منسوبي الهيئة من تأدية مهامهم، وتزويدهم بما يطلبونه من وثائق وأوراق أو نسخ منها . ج- الرد على استفسار ات الهيئة وملحوظاتها، وإفادتها بما اتخذ حيالها وذلك خلال مدة أقصاها ثلاثون يوما من تاريخ إبلاغها بها.

رئاسة الهيئة وأجهزتها الإدارية
المادة السادسة:
يكون للهيئة رئيس بمرتبة وزير، ونائبان بالمرتبة الممتازة، يعينون بأمر ملكي 
المادة السابعة:
يتولى الرئيس الإشراف على تحقيق أهداف الهيئة وتنفيذ اختصاصاتها، والإشراف المالي والإداري عليها وعلى العاملين فيها، وتصريف أمورها، وله بوجه خاص ما يأتي:
1. الإشراف على إعداد اللوائح المالية والوظيفية للهيئة، ورفعها إلى الملك للنظر في اعتمادها،
2. إصدار اللوائح الإدارية والهيكل التنظيمي للهيئة .
3. تمثيل الهيئة أمام الجهات العامة والخاصة وغيرها .
4. الإشراف على إعداد مشروع ميزانية الهيئة، ورفعه إلى الملك للنظر في اعتماده .

وللرئيس تفويض بعض صلاحياته المنصوص عليها في هذه المادة لأي من مسئولي الهيئة. 
المادة الثامنة:
يتكون الجهاز الإداري في الهيئة من عدد من الإدارات المتخصصة، على أن يكون من بينها الإدارات الآتية:
1. إدارة لحماية النزاهة
2. إدارة لمكافحة الفساد
3. إدارة لمتابعة المشاريع والشأن العام
4. إدارة للبحوث والدراسات
5. إدارة لإقرارات الذمة المالية والقسم الوظيفي
6. إدارة للرصد والإحصاء والقياسات
7. إدارة للاتفاقيات والمنظمات الدولية
8. إدارة للتوعية والتثقيف

المادة التاسعة:
يشترط فيمن يباشر أيا من الوظائف المتعلقة باختصاصات الهيئة – بالإضافة إلى الشروط التي تحددها اللوائح الوظيفية المشار إليها في الفقرة (1) من المادة (السابعة) من هذا التنظيم – ما يأتي:
1. أن يتحلى بالحكمة والأمانة والنزاهة والحياد.
2. ألا يكونه قد حكم عليه بحد أو بتعزير أو في جرم مخل بالشرف أو الأمانة أو صدر في حقه قرار تأديبي بالفصل من وظيفة عامة، ولو كان قد رد إليه اعتباره.
3. أن يدلي بإقرار الذمة المالية.
4. ألا يزاول أي عمل – بصورة مباشرة أو غير مباشرة – بأجر أو دون أجر في القطاع الحكومي أو الخاص مادام على رأس عمله في الهيئة.

المادة العاشرة:
يؤدي موظفو الهيئة (قبل مباشرة مهماتهم) أمام الرئيس اليمين الآتي نصها:
(أقسم بالله العظيم أن أودي واجبات وظيفتي بأمانة وإخلاص وتجرد، وألا أبوح بأي معلومة أطلعت عليها بسبب عملي في الهيئة ولو بعد انقطاع صلتي بها) وتحدد اللوائح الوظيفية – المشار إليها في الفقرة (1) من المادة (السابعة) من هذا التنظيم – فئات الموظفين المشمولين بحكم هذه المادة.
المادة الحادية عشرة:
فيما عدا الرئيس ونائبيه، يخضع منسوبو الهيئة لنظام العمل ونظام التأمينات الاجتماعية.
ميزانية الهيئة
المادة الثانية عشرة:
1. يكون للهيئة ميزانية مستقلة، تودع مبالغها في حساب خاص باسم الهيئة في مؤسسة النقد العربي السعودي، ويصرف منه وفقا للوائح المالية المنصوص عليها في الفقرة (1) من المادة السابعة من هذا التنظيم.
2. السنة المالية للهيئة هي السنة المالية للدولة.

أحكام عامة
المادة الثالثة عشرة:
 تعد الهيئة قواعد لحماية النزاهة، تشتمل على آليات لمنح مكافآت تشجيعية (مادية - معنوية) لموظفي الجهات العامة في الدولة وغيرهم ممن يؤدي اجتهادهم إلى اكتشاف حالات الفساد أو توفير مبالغ للخزينة العامة، ورفع تلك القواعد إلى الملك للنظر في اعتمادها.
المادة الرابعة عشرة:
يعد الرئيس تقارير يرفعها إلى الملك، وفقا لما يأتي:
1- تقرير سنوي خلال (تسعين) يوما على الأكثر من تاريخ انتهاء السنة المالية يتضمن ما يأتي :
- أ - ما أنجزته الهيئة خلال السنة السابقة، وما واجهها من صعوبات، وما تراه من مقترحات.
- ب‌ - تقويم لوضع النزاهة والفساد في المملكة خلال سنة التقرير.

2- تقارير - حسب الحاجة - عن موضوعات معينة.
المادة الخامسة عشرة:
 يتم تنظيم الرقابة المالية على الهيئة وإعداد حسابها الختامي وفقا للأحكام المنصوص عليها في اللوائح المالية المشار إليها في الفقرة (1) من المادة (السابعة) من هذا التنظيم.
المادة السادسة عشرة:
 تصدر اللوائح التنفيذية لهذا التنظيم بأمر ملكي بناء على اقتراح من الرئيس.
المادة السابعة عشرة:
يعمل بهذا التنظيم اعتبارا من اليوم التالي لتاريخ نشره في الجريدة الرسمية.

## قواعد السلوك الوظيفي
جرى وضع هذه القواعد التي ترتب التزامات سلوكية خاصة، على منسوبي الهيئة، إضافة إلى ما رتبته عليهم
الوظيفة العامة.
المادة الأولى:
تمثل الآداب والأخلاق الإسلامية، مثل الصدق والأمانة وإتقان العمل، الإطار العام، والمنبع الأساس لسلوكيات منسوبي الهيئة.
المادة الثانية:
العمل في الهيئة الوطنية لمكافحة الفساد، هو حمل لأمانة الإصلاح، وحماية للنزاهة، وتعزيز للشفافية، ومكافحة للفساد، وشعور بالمسؤولية تجاه الشأن العام، وحرص على مصلحة الوطن والمواطن.
المادة الثالثة:
مع مراعاة ما تقضي به النصوص النظامية المتعلقة بالوظيفة العامة، فإن على منسوبي الهيئة الالتزام بما يلي :
مباشرة اختصاصات الهيئة المنصوص عليها نظاماً، والعمل على تحقيق أهدافها بكل جدية، إيماناً بأهمية واجباتها، وانعكاسها المباشر على الرأي العام، والمصلحة العامة.
الإلمام التام والفهم الصحيح لما ورد في كل من الاستراتيجية الوطنية لحماية النزاهة ومكافحة الفساد، وتنظيم الهيئة، باعتبارهما من الأدوات الرئيسية في عمل الهيئة.
الحرص والعناية، للحفاظ على سمعة الهيئة واستقلاليتها، وتعزيز الثقة بها .
التزام الحيدة والعدالة، وتجنب أي فعل أو قول قد ينسب للهيئة معاملة تفضيلية لأي جهة أو فرد تتعامل معه .
عدم استغلال الوظيفة، لتحقيق مصلحة خاصة له أو لغيره، بشكل مباشر أو غير مباشر .
عدم قبول أي مزية، أو هدية، أو هبة ، أو ما هو في حكم أي من ذلك ، من أي شخص أو جهة من الجهات المشمولة باختصاصات الهيئة ، أو الجهات المتعاملة معها.
المحافظة على سرية المعلومات التي يتم الاطلاع عليها من خلال العمل في الهيئة ، ولو بعد انتهاء العلاقة الوظيفية بها .
عدم التصريح لوسائل الإعلام ، أو الاشتراك في البرامج الإعلامية، أو الكتابة في أي من الصحف، أو المواقع الإلكترونية، أو شبكات التواصل الاجتماعي، في موضوع يتعلق باختصاصات الهيئة أو بأسم الهيئة، إلا بموافقه من رئيس الهيئة، أو من ينيبه .
إبلاغ رئيس الهيئة أو أحد نائبيه كتابياً ، عما يلاحظه من مخالفات لتنظيم الهيئة ، أو لوائحها، أو قواعد العمل بها.
أداء الأعمال بكفاءة ودقة وإتقان .
تنفيذ تعليمات الرئيس المباشر دون اعتراض، وذلك في حدود الأنظمة والتعليمات.
إنجاز المهام المطلوبة ، في الأوقات المحددة لإنجازها ، وفي حالة وجود ما يحول دون ذلك، فيجب إبلاغ الرئيس المباشر بذلك، مع تقديم المبررات .
الحرص على ممتلكات وأصول الهيئة ومرافقها ، والمحافظة على العهد ، وعلى أدوات العمل، ومراعاة الترشيد في استخدام الطاقة، والمياه، والهاتف.
التعامل بكل احترام مع كافة منسوبي الهيئة ، ومنسوبي الجهات المشمولة باختصاصاتها ، والجمهور .
السعي الدائم إلى تحسين وتطوير قدراته ومهاراته ، ومواكبة ما يستجد في مجالات عمل الهيئة.
المادة الرابعة:
يجب الإفصاح للرئيس المباشر ، عن أي حالة تعارض مصالح ، وقعت ، أو كانت محتملة الوقوع ، ويعد تضارباً للمصالح:
التكليف بعمل متعلق بشكل مباشر بمصلحة أي من الأقارب حتى الدرجة الثالثة .
التعرض لضغط، أو تهديد، مباشر أو غير مباشر، نتيجة للعمل محل التكليف .
التأثر عاطفياً بما قد تؤول إليه المساءلة أو التحقيق مع أي من الجهات أو الأشخاص .
تلقي عرض، أو هدية، أو مقابل من أي نوع، عند تأدية أي مهمة عمل.
المادة الخامسة:
تقوم الإدارة العامة للموارد البشرية بتزويد جميع منسوبي الهيئة بنسخة من هذه القواعد، وأخذ التوقيع عليها بالعلم.
المادة السادسة:
يعمل بهذه القواعد بعد اعتمادها من رئيس الهيئة.

## الهيكل التنظيمي والإداري
جرى اعتماد هيكل تنظيمي جديد للهيئة اعتبارا من 1/11/1436هـ.

## ضوابط الإدلاء بإقرارات الذمة المالية لموظفي الهيئة الوطنية لمكافحة الفساد
مقدمة:
أُعدت هذه الضوابط بناءً على الفقرة (الثالثة) من المادة (التاسعة) من تنظيم الهيئة، الصادر بقرار مجلس الوزراء رقم (165) وتاريخ (28 / 5/ 1432 هـ)، والفقرة (الثامنة) من المادة (الرابعة)، من اللائحة الوظيفية للهيئة، المعتمدة بالأمر الملكي رقم (أ/ 181) وتاريخ (11 / 9/ 1432هـ)، وتهدف إلى تعزيز مبدأ الشفافية، والحصانة الذاتية ضد الفساد،
وتكريس الشعور بالمسؤولية، وأهمية الانتساب للهيئة، وقيمة العمل في مجال حماية النزاهة ومكافحة الفساد.
المادة الأولى:
يقصد بالألفاظ والعبارات الآتية، المعاني المبينة أمام كل منها :
الهيئة: الهيئة الوطنية لمكافحة الفساد.
الرئيس: رئيس الهيئة.
التنظيم: تنظيم الهيئة، الصادر بقرار مجلس الوزراء رقم (165) وتاريخ (28 / 5/ 1432 هـ).
اللائحة: اللائحة الوظيفية للهيئة، المعتمدة بالأمر الملكي رقم (أ/ 181) وتاريخ (1432/9/11 هـ).
الذمة المالية: كل ما يملكه الموظف من أموال، وحقوق مالية، وعينية، ومعنوية، داخل المملكة وخارجها. وماله وما عليه من ديون.
إقرار الذمة المالية: الإفصاح عن الذمة المالية للموظف.
الإدارة المختصة: إدارة إقرارات الذمة المالية في الهيئة.
المادة الثانية:
تُطبق هذه الضوابط على موظفي الهيئة الذين يباشرون الوظائف المتعلقة باختصاصاتها المنصوص عليها في التنظيم، ويجوز بقرار من الرئيس تطبيقها على أيِّ موظف أو فئة أخرى.
المادة الثالثة:
تُعد إقرارات الذمة المالية ووثائقها سرية، يجب المحافظة عليها، ولا يجوز إفشاء أي معلومات منها، ولا يحق الاطلاع عليها؛ إلا للأشخاص المخوّلين بذلك.
المادة الرابعة:
يجب على الموظف أن يقدم إقرار الذمة المالية، على النموذج المعتمد بموجب هذه الضوابط؛ متضمناً ما يأتي:
اسمه، ورقم هويته الوطنية، وعنوانه، ورقم هاتفه، ومسمى الوظيفة التي يشغلها.
بيان يوضح بشكل كافٍ ما يملكه من أموال، وحقوق مالية، وعينية، ومعنوية، بما في ذلك الأموال الثابتة والمنقولة، في داخل المملكة وخارجها، كالنقود، والحسابات البنكية، والأوراق المالية، والعقارات، والمعادن، والسلع، وفق ما هو محدد في نموذج اقرار الذمة المالية.
بيان مصادر الدخل الجارية ومقدارها.
المادة الخامسة:
تكون إقرارات الذمة المالية، ومواعيد تقديمها، على النحو الآتي:
الإقرار الابتدائي؛ يُقدّم قبل مباشرة الموظف لمهامه الوظيفية.
الإقرار الدوري؛ يُقدّم كل ثلاث سنوات من تاريخ شغل الوظيفة، وذلك خلال ثلاثين يوماً من تاريخ نهاية كل فترة.
الإقرار الأخير؛ يُقدّم خلال ثلاثين يوماً من تاريخ انتهاء شغل الموظف للوظيفة.
المادة السادسة:
يُحدد في إقرار الذمة المالية الحد الأدنى لقيمة الأموال والحقوق المالية والعينية والمعنوية، ومقدار الدخل أو المنفعة التي يجب الإفصاح عنها.
المادة السابعة:
يُعد الموظف مسؤولاً عن صحة المعلومات والبيانات الواردة في الإقرار، ويجب أن يتضمن الإقرار ما يفيد ذلك.
المادة الثامنة:
يُقدم الموظف إقرار الذمة المالية للإدارة المختصة.
تفحص الإدارة المختصة الإقرار المقدم بصفة مبدئية، وتُبدي ما تراه من ملحوظات بشأنه، ولها أن تطلب من مقدم الإقرار أي إيضاحات بشأن المعلومات الواردة فيه.
المادة التاسعة:
تُزوِّد الإدارة المختصة الموظف بإشعار وفق النموذج المعد لذلك يثبت تسليم إقرار الذمة المالية لها.
تُزوِّد الإدارة المختصة الإدارة العامة للموارد البشرية بإشعار يفيد تقديم الموظف للإقرار المطلوب منه؛ لحفظه في ملفه.
المادة العاشرة:
للهيئة إعادة إقرار الذمة المالية إلى الموظف إذا رأت أن المعلومات الواردة فيه أو مرفقاته، مشوبة بنقص أو خلل جوهري، وفي هذه الحالة لا يُعدُّ الموظف قد وفّى بواجب تقديم إقرار الذمة المالية، وللهيئة منحه مهلة لا تتجاوز ثلاثين يوماً، لإعادة تقديمه على الوجه الصحيح.
المادة الحادية عشرة:
تتولى الإدارة المختصة وفق النموذج المعد لذلك إيضاح أي تغير في الذمة المالية في الإقرارين الدوري والأخير، بمقارنته بما تضمنه الإقرار السابق.
المادة الثانية عشرة:
إذا تبين للهيئة من خلال فحصها لأيٍّ من إقراري الذمة المالية الدوري أو الأخير، وجود زيادة ملحوظة (غير عادية) عما تضمنه الإقرار السابق لم يستطع الموظف تقديم ما يثبت تملكه لها بصورة مشروعة؛ فيتم اتخاذ الإجراءات اللازمة وفقاً للتنظيم ولوائحه، وأنظمة الدولة الأخرى ذات العلاقة.
المادة الثالثة عشرة:
تقوم الإدارة المختصة بأرشفة وحفظ إقرارات الذمة المالية ووثائقها في سجل سري خاص، وفقاً للآلية التي تراها الهيئة.
المادة الرابعة عشرة:
إذا لم يقدم الموظف إقرار الذمة المالية الدوري، خلال المدة المقررة لتقديمه، فيعد ذلك إخلالاً بالتزاماته التعاقدية يطبق بشأنه ما ورد في المادة الثانية والأربعين من اللائحة، مالم يحل دون تقديمه للإقرار عذر مشروع تقبله الهيئة.
إذا لم يقدم الموظف إقرار الذمة المالية الأخير خلال المدة المقررة لتقديمه، فللهيئة الامتناع عن تصفية حقوقه، وعدم تزويده بما يفيد إخلاء طرفه، إلى حين تقديمه الإقرار والتأكد من عدم وجود ملحوظات عليه، ولها إحالته إلى جهة التحقيق المختصة.
المادة الخامسة عشرة:
يعاقب كل من أفشى أياً من المعلومات الواردة في إقرارات الذمة المالية؛ وفقاً لما ورد في المادة (الثانية والأربعين) من اللائحة.
المادة السادسة عشرة:
يصدر الرئيس ما يلزم من قرارات لتنفيذ هذه الضوابط.
المادة السابعة عشرة:
يعمل بهذه الضوابط من تاريخ صدور قرار الرئيس باعتمادها.

## ضوابط أداء القسم الوظيفي في الهيئة الوطنية لمكافحة الفساد
مقدمة :
أُعدت هذه الضوابط بناءً على المادة (العاشرة) من تنظيم الهيئة، الصادر بقرار مجلس الوزراء رقم (165) وتاريخ (28 / 5/ 1432 هـ)، والمادة (الخامسة) من اللائحة الوظيفية للهيئة، المعتمدة بالأمر الملكي رقم (أ/ 181) وتاريخ (11 / 9/ 1432 هـ)، وتهدف إلى تعزيز الحصانة الذاتية ضد الفساد، وتقوية الوازع الديني، وتكريس الشعور بالمسؤولية، وأهمية الانتساب للهيئة، وقيمة العمل في مجال حماية النزاهة ومكافحة الفساد.
المادة الأولى:
يقصد بالألفاظ والعبارات الآتية؛ المعاني المبينة أمام كل منها:
الهيئة: الهيئة الوطنية لمكافحة الفساد.
الرئيس : رئيس الهيئة.
التنظيم: تنظيم الهيئة، الصادر بقرار مجلس الوزراء رقم (165) وتاريخ (1432/5/28 هـ).
4. اللائحة: اللائحة الوظيفية للهيئة، المعتمدة بالأمر الملكي رقم (أ/ 181) وتاريخ (1432/9/11 هـ).
5. القَسَم الوظيفي: اليمين الوارد نصه في المادة (العاشرة) من التنظيم، والمادة (الخامسة) من اللائحة.
6. الإدارة المختصة: إدارة القسم الوظيفي في الهيئة .
المادة الثانية:
تُطبق هذه الضوابط على موظفي الهيئة الذين يباشرون الوظائف أو الأعمال المتعلقة باختصاصات الهيئة، المنصوص عليها في التنظيم، ويجوز بقرار من الرئيس تطبيقها على أيِّ فئة أخرى، إذا رأى حاجة لذلك.
المادة الثالثة:
يؤدي الموظف القَسَم الوظيفي الآتي نصه: «أقسم بالله العظيم أن أؤدي واجبات وظيفتي بأمانة وإخلاص وتجرد، وألاّ أبوح بأي معلومة اطلعت عليها بسبب عملي في الهيئة ولو بعد انقطاع صلتي بها»؛ وذلك قبل مباشرته لمهامه الوظيفية .
المادة الرابعة:
تكون إجراءات ومراسم أداء القَسَم الوظيفي، على النحو الآتي:
يؤدي الموظف القَسَم بصوت مسموع، في حالة وقوف، أمام الرئيس.
يحضر مراسم أداء القَسَم نائبا الرئيس في حالة وجودهما، ومن يرى الرئيس حضوره من مسؤولي الهيئة.
3. إذا تعذر على الموظف النطق بالقَسَم؛ فيُكتفى بتوقيع النموذج المنصوص عليه في المادة (الخامسة) من هذه الضوابط.
إذا تعذر على الموظف الوقوف؛ فيُكتفى بتأديته القسم جالساً.
يوثق أداء القَسَم بالتسجيل المرئي والمسموع.
المادة الخامسة:
تُعد الإدارة المختصة نموذجاً لأداء القسم؛ يتضمن اسم الموظف، ومسمى الوظيفة التي يشغلها أو يقوم بأعمالها، وتاريخ أداء القَسَم ووقته، ويُوقّع من الموظف، ويُصادق عليه الرئيس.
المادة السادسة:
تُزوِّد الإدارة المختصة الإدارة العامة للموارد البشرية بنسخة من النموذج المنصوص عليه في المادة (الخامسة) من هذه الضوابط؛ لحفظها في ملف الموظف.
تقوم الإدارة المختصة بحفظ الوثائق المتعلقة بأداء القَسَم.
المادة السابعة:
يُعد عدم أداء القَسَم الوظيفي إخلالاً بشرط من شروط شغل الوظيفة؛ يترتب عليه عدم تمكين الموظف من مباشرة مهامه.
المادة الثامنة:
يصدر الرئيس ما يلزم من قرارات لتنفيذ هذه الضوابط.
المادة التاسعة:
يُعمل بهذه الضوابط من تاريخ صدور قرار الرئيس باعتمادها.

## إحصائيات
- عدد البلاغات الواردة إلى الهيئة:[13]

| السنة | عدد البلاغات |
| 2017  | 10,402       |
| 2018  | 15,591       |

المصدر
موقع الهيئة الرسمي: http://www.nazaha.gov.sa/About/Pages/Organizing.aspx